# چبیرادز، شهرستان پلیس
چبیرادز، شهرستان پلیس (به لاتین: Trzebieradz, Police County) یک سکونتگاه مسکونی در لهستان است که در Gmina Nowe Warpno واقع شده‌است.